# Поверхня Геннеберґа

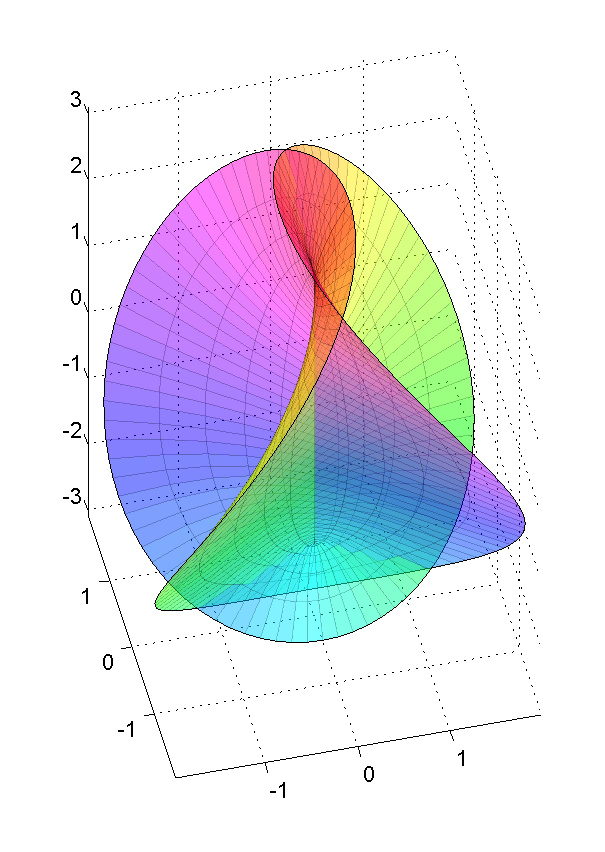
Поверхня Геннеберґа.

У диференційній геометрії поверхня Геннеберґа — це неорієнтована мінімальна поверхня, названа на честь Лебрехта Геннеберґа.
{\displaystyle {\begin{aligned}x(u,v)&=2\cos(v)\sinh(u)-(2/3)\cos(3v)\sinh(3u)\\y(u,v)&=2\sin(v)\sinh(u)+(2/3)\sin(3v)\sinh(3u)\\z(u,v)&=2\cos(2v)\cosh(2u)\end{aligned}}}
і може бути виражена як алгебраїчна поверхня 15-го порядку. Її можна розглядати як занурення проколотої проективної площини. До 1981 року це була єдина відома неорієнтована мінімальна поверхня.
Поверхня містить напівкубічну параболу («параболу Нейла») і може бути отримана шляхом вирішення відповідної задачі Бьорлінга.